# Willscheider Berg
Der Willscheider Berg (früher auch Wölsberg) ist ein 362,9 m ü. NN hoher Berg am Rande des Rheinwesterwälder Vulkanrückens. Er liegt oberhalb und westlich von Vettelschoß in der gleichnamigen Ortsgemeinde. Die namensgebende Ortschaft Willscheid befindet sich etwa ein Kilometer nördlich des Berggipfels.
Der Willscheider Berg wurde um 1810 per Losentscheid als ehemaliger Teil der Honnschaft Lorscheid II der Gemeinde Vettelschoß zugeordnet. Um 1865 wurde an dem damals „Vellschosser Hüvvel“ genannten, kegelförmigen und noch 370 m hohen Berg mit dem Abbau von Säulenbasalt begonnen. Die Arbeit im Steinbruch erfolgte zunächst manuell durch lokale Arbeiter, 1884 wurden dort 47 Tagelöhner gezählt. 1885 zählte der Wohnplatz Willscheiderberg neun Einwohner in einem Gebäude. Die 1888 gegründete und ab 1892 in Linz am Rhein ansässige Basalt AG übernahm den Betrieb im März 1893. Für den Transport des anfangs in acht Sohlen gewonnenen Materials wurde alsbald ein rund 200 m langer sogenannter Bremsberg eingesetzt, für die Verarbeitung ab 1908 eine Brecheranlage. Der Basalt fand seine Hauptverwendung in den großen Deichbauprojekten in den Niederlanden, außerdem im Straßen- und zunehmend im Schienenbau.
Nach einem kriegsbedingten Einbruch nahm der Abbau im Willscheider Berg, der 1928 rund 100 Arbeitsplätze bereitstellte, wieder an Fahrt auf. Seine Abraumhalde wurde auch durch das 1924 in Betrieb gegangene Schmelzbasaltwerk in Kalenborn zur Ablagerung seiner Produktionsrückstände verwendet. 1933 und erneut zum Ende des Zweiten Weltkriegs hin wurde der Steinbruch eingestellt und erst ab 1951 zunehmend wiederaufgenommen. Mittlerweile war man zum Einsatz arbeitserleichternder Abbaumethoden, darunter sogenannten Bohrschuss- und Kammersprengungen übergegangen. Zudem konnte die Brecheranlage am Meerberg mitgenutzt werden. In der Folge sank die Mitarbeiterzahl bis 1967 auf 18, bevor ab dem Folgejahr im Steinbruch Bagger und für den Abtransport statt Schmalspurbahnen LKWs eingesetzt wurden.
Der zuletzt 34.200 Quadratmeter große Basaltsteinbruch wurde zum Jahresende 1974 offiziell eingestellt. Im ehemaligen Abbaubereich hinterließ er einen Tagebaurestsee, den sogenannten Willscheider Bergsee. Er ist etwa 50 Meter tief in das umliegende Plateau eingeschnitten und aufgrund seiner steilen Felswände nicht zugänglich. Der ehemalige Steinbruch ist mit einer Fläche von 4,7 Hektar als Biotopkomplex ausgewiesen. Das vormalige Betriebsgebäude mit Personal- und Büroräumen an der Südostseite des Bergs aus dem Jahre 1938 blieb erhalten und wurde nach einem Umbau durch die Gemeinde Vettelschoß 1983 als Bürgerhaus einer neuen Bestimmung zugeführt. In den 1990er Jahren wurde dort zudem als Holzturm mit Einblick in den See errichtet, der mittlerweile (Stand: 2016) abgerissen wurde.

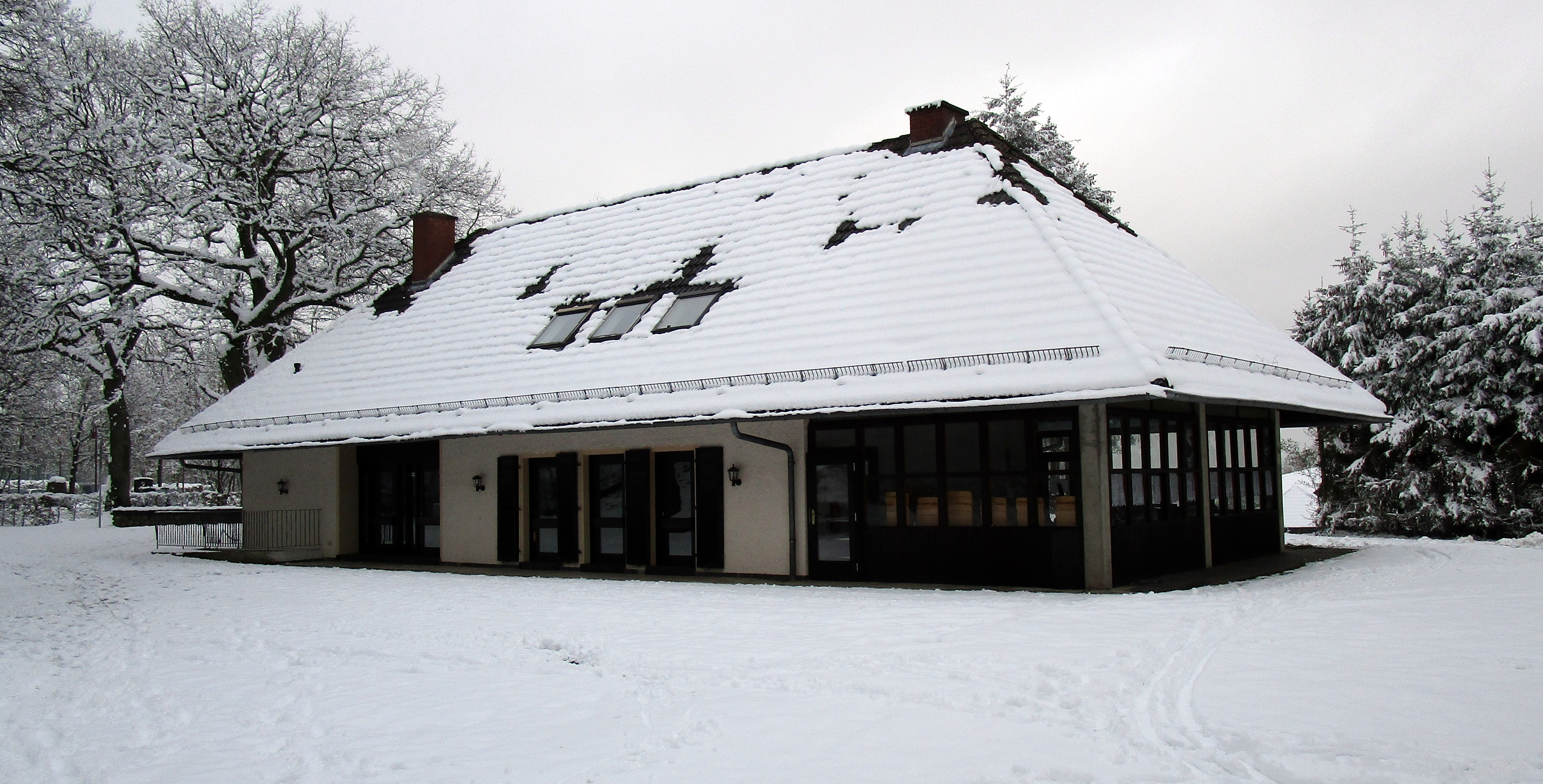
Bürgerhaus am Willscheider Berg